# Bourbach-le-Bas
Bourbach-le-Bas – miejscowość i gmina we Francji, w regionie Grand Est, w departamencie Górny Ren.
Według danych na rok 1990 gminę zamieszkiwało 508 osób, 84 os./km².